# Артем Милевский Мотоблок
Артем Милевский Мотоблок
15 сентября 2006
уроженец деревни Самохваловичи, Минский район 
Музыкант - репер , хип хоп исполнитель псевдоним - Мотоблок 
Имеется конфликт с довольно известным репером Алексеем Краснодедом ( Scetov ) который в свою очередь написал на него diss ( нах&й мотоблок )